# 公館 (臺中市后里區)
公館，是臺灣臺中市后里區的一個傳統地域名稱，位於該區北部。相較於今日行政區，其範圍大致為公館里東南部。

## 歷史
台灣清治末期，公館地區為一街庄，稱為「公館庄」，隸屬於苗栗三堡。該庄北與新店庄為鄰，東隔大安溪與鯉魚潭庄為界，南邊為七塊厝庄，西邊為中社庄。
1901年（日明治三十四年）11月，全台廢縣廳改設二十廳，該庄隸屬於苗栗廳。1903年（明治三十六年）6月，該庄編入「溪底區」，仍隸屬於苗栗廳。1909年（明治四十二年）10月，全台二十廳合併為十二廳，苗栗廳廢止，溪底區改隸屬於臺中廳。1920年（大正九年），全台地方制度大改正，該庄改制為「公館」大字，隸屬於臺中州豐原郡內埔庄。
戰後內埔庄改制為內埔鄉，隸屬於臺中縣，大字亦改制為村。1950年10月，中、彰、投分治，外埔鄉隸屬不變。1955年，因與屏東縣內埔鄉同名，改名為「后里鄉」。2010年12月，隨著臺中縣、市合併為直轄臺中市，后里鄉改制為后里區，村亦改制為里。

## 聚落
本地區發展較早的聚落為公館，在日治期初期的官方地圖上已有記載。

## 交通
台鐵山線大致以北北東—南南西走向經過公館地區中部。境內設有泰安車站，屬簡易站，僅停靠區間車。由此可前往台鐵沿線各站。
省道台13線（三豐路五段）是香山內湖至豐原的幹道，其中尖山至豐原路段俗稱「尖豐公路」，大致以北北東—南南西走向經過本地區西部邊界地帶。由該道路向北北東可前往三義、銅鑼、苗栗等地，向南南西可前往后里市區、豐原並止於省道台3線路口。
區道中28線（重劃東路）是土城至泰安的道路，大致以西北—東南走向轉經過本地區。由該道路向西北轉北北東再轉西北西可前往新店、土城並止於區道中26線路口，向東南轉南南西再轉南南東可前往七塊厝東部並止於區道中32線路口。
區道中31線（福興路）是公館至泰安的道路，其西側端點位於本地區西南部區道中32線路口。由此向南轉東南可前往七塊厝的頂城，再轉東北東可前往泰安老街東北側並止於公館圳旁。
區道中32線（安眉路）是尾社至泰安的道路，大致以西北西—東南東走向經過本地區西南部。由該道路向西北西可前往中社地區的尾社莊並止於區道中33線路口，向東南東轉東南可前往七塊厝地區東部區道中31線路口。